# Tengo un mono
«Tengo un mono» es una canción compuesta por el músico argentino Luis Alberto Spinetta e interpretada por él mismo y Fito Páez en el álbum doble La la la de 1986, vigésimo en el que Spinetta tiene participación decisiva y tercero de Fito Páez. El álbum fue calificado por la revista Rolling Stone y la cadena MTV como #61 entre los cien mejores discos de la historia del rock nacional argentino.
El tema está interpretado exclusivamente por Fito Páez (voces y teclados) y Spinetta (voces y guitarra eléctrica).

## Contexto
La colaboración de dos figuras máximas para sacar un álbum conjunto, como hicieron Spinetta y Páez en 1986, fue un hecho inusual en el rock nacional argentino. Argentina transitaba el tercer año de democracia luego de la caída de la última dictadura. En ese contexto democrático el rock nacional, que había aparecido en los años finales de la década de 1960, se estaba masificando y desarrollaba nuevas sonoridades, a la vez que ingresaba una nueva generación.
La asociación entre Spinetta y Páez canalizó precisamente ese encuentro entre la generación que fundó el rock nacional y la segunda generación marcada por la Guerra de Malvinas (1982) y la recuperación de la democracia (1983).
Spinetta había intentado el año anterior elaborar en forma conjunta un álbum con Charly García (Spinetta/García) que se frustró por diferencias personales y había lanzado un disco solista titulado Privé (donde Fito Páez participa en dos temas) que expresó los encontrados sentimientos que ese fracaso le había producido. Páez comenzaba a brillar con luz propia en lo más alto del rock nacional y quería cumplir su sueño de tocar junto a sus grandes ídolos musicales.
El 7 de noviembre de 1986, poco días después de finalizar la grabación del disco, Fito Páez sufrió la tragedia de que su abuela (Delma Zulema Ramírez de Páez) y su tía abuela (Josefa Páez), que él reconocía como "sus madres" -su madre murió cuando tenía 8 meses-, fueran asesinadas brutalmente en su casa de Rosario. Junto a ellas fue asesinada también Fermina Godoy, que trabajaba en casa de los Páez y estaba embarazada. El dolor y la tristeza, que se sumó a la muerte de su padre el año anterior, lo sumió en un estado de desesperación depresiva del que tardaría mucho en salir y que se expresaría en su célebre canción "Ciudad de pobres corazones" ("en esta puta ciudad... matan a pobres corazones"), estrenada precisamente en el recital en el estadio Obras Sanitarias de diciembre de 1986, en el que lanzaron públicamente el álbum.
Spinetta acompañó personalmente a Páez en esos momentos, que coincidieron con las presentaciones que hicieron del disco y llegó a sentirse culpable de la tragedia, atribuyéndola al álbum:

En su momento creí que La la la había provocado lo que sucedió después... Toda nuestra finalidad erótica y violenta quedó ridiculizada frente a una violencia para la que es muy difícil estar preparado.
Luis Alberto Spinetta

El siguiente álbum de estudio de Spinetta sería Téster de violencia (1988), metáfora que el Flaco creó pensando en Fito Páez.
Fue grabado entre agosto y septiembre de 1986.

## El tema
El tema es el tercer track del Disco 1 del álbum doble La la la. La canción fue compuesta por Spinetta especialmente para el disco.
El título se relaciona solo parcialmente con la letra porque, aunque la canción está construida alrededor de una serie de cosas que el narrador dice tener (un dedo, un ángel negro, raza, mulas, un rayo al amanecer, fiebre, un termo de merthiolate, un padre que da consejos, un vientre, un canguro, una ruta a Choele-choel, un salmo en lata, un requiebro, un gran caballo, un chancho y un trapo) entre ellas no se encuentra ninguna mención explícita al mono mencionado en el título.
En el estribillo el narrador reclama con dolor ("no no no") que sólo quiere descansar para poder continuar y utiliza la expresión "la la la", en coincidencia con el título del álbum: 

No no no
sólo quiero descansar
la la la
para poder continuar
no no no
sólo quiero.
"Tengo un mono" (estribillo)

El cuerpo de la canción está armado sobre un arpegio monótono y tenso de aire oriental, que acompaña al cantante mientras enumera una lista de cosas que tiene. El tema está interpretado solamente por Spinetta y Fito Páez, en donde Spinetta hace la primera voz y realiza el arpegio de guitarra, y Fito hace la segunda voz y se encarga de los teclados, con los que también ejecuta la percusión y varios efectos sonoros en el cierre.
Spinetta relacionó esta canción con la masacre en la que murieron las madres de Fito Páez dos meses después de la grabación del álbum:

Debo confesar que en ese momento relacioné los hechos con la violencia del disco. Entonces me arrepentí de haber escrito una letra como la de "Tengo un mono", donde decía: "Tengo un termo de merthiolate / tengo un trapo con obsidianas" o "soy la araña, la que cura la enfermedad". Me arrepentí de las cosas más violentas que había creado dedicándoselas a Fito. Yo sabía que cuando él leyera esas letras iba a pensar: "qué bestia, que impresionante". Pero luego pasó lo de las viejas y llegué a sentirme el creador de lo que sucedió. Como si todo se hubiese desatado por la violencia propia de la obra. Sé que es una paranoia, pero lo sentí así y sufrí mucho.
Luis Alberto Spinetta